# いばぎんカード
株式会社いばぎんカードは、筑波銀行（旧：茨城銀行）の系列会社であり、MUFGカードのフランチャイジーであった。

## 概要
筑波銀行の顧客基盤をもとに主に茨城県内でUFJカードの発行、加盟店の獲得をしていたが、MUFGへのブランド変更後、程なく新規の募集を停止。信用保証業務を筑波信用保証株式会社へ吸収分割形式で継承させたうえで、2015年4月1日に同行に吸収合併された。